# Susanne Ljungskog
Marie Susanne Ljungskog (Halmstad, 16 de março de 1976) é uma ciclista sueca. Por quatro vezes competiu nos Jogos Olímpicos (1996, 2000, 2004 e 2008), e venceu o Campeonato Mundial na prova de estrada em 2002 e 2003. Também venceu duas corridas da Copa do Mundo. Recebeu a Medalha de Ouro do Svenska Dagbladet em 2002.

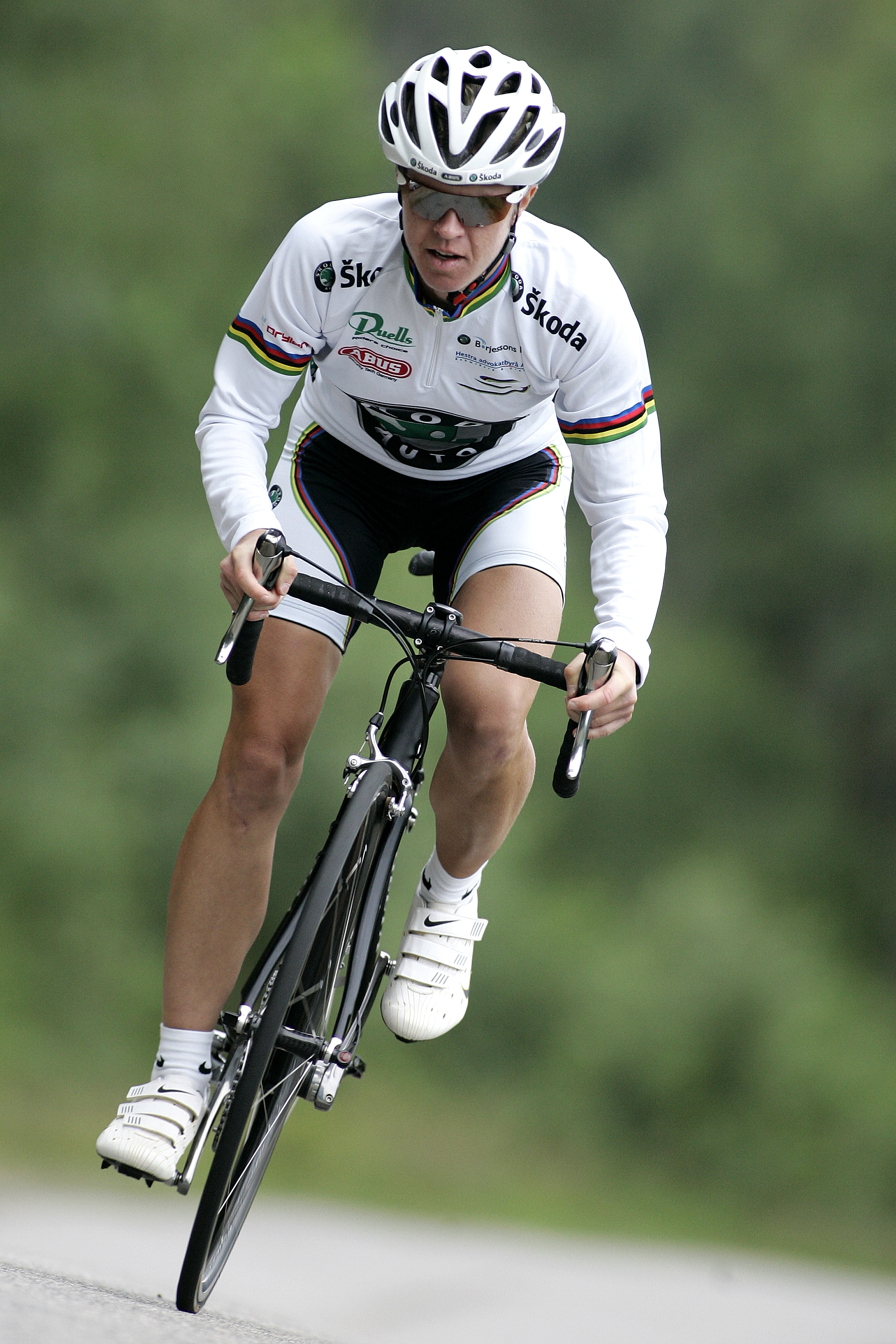
Susanne Ljungskog em 2008